# Amyna amplificans
Amyna amplificans là một loài bướm đêm trong họ Noctuidae.